# Apenthecia foliolata
Apenthecia foliolata är en tvåvingeart som beskrevs av Masanori Joseph Toda och Peng 1992. Apenthecia foliolata ingår i släktet Apenthecia och familjen daggflugor. Inga underarter finns listade i Catalogue of Life.